# Kniptjärnen, Medelpad
Kniptjärnen är en sjö i Ånge kommun i Medelpad och ingår i Ljungans huvudavrinningsområde. Sjön har en area på 0,157 kvadratkilometer och ligger 375,1 meter över havet. Kniptjärnen ligger i Helvetesbrännan (södra) Natura 2000-område. Sjön avvattnas av vattendraget Rångebäcken.

## Delavrinningsområde
Kniptjärnen ingår i det delavrinningsområde (694318-147528) som SMHI kallar för Utloppet av Kniptjärnen. Medelhöjden är 415 meter över havet och ytan är 2,37 kvadratkilometer. Räknas de 4 avrinningsområdena uppströms in blir den ackumulerade arean 11,63 kvadratkilometer. Rångebäcken som avvattnar avrinningsområdet har biflödesordning 4, vilket innebär att vattnet flödar genom totalt 4 vattendrag innan det når havet efter 136 kilometer. Avrinningsområdet består mestadels av skog (93 procent). Avrinningsområdet har 0,15 kvadratkilometer vattenytor vilket ger det en sjöprocent på 6,5 procent.